# Millersburg Ferry

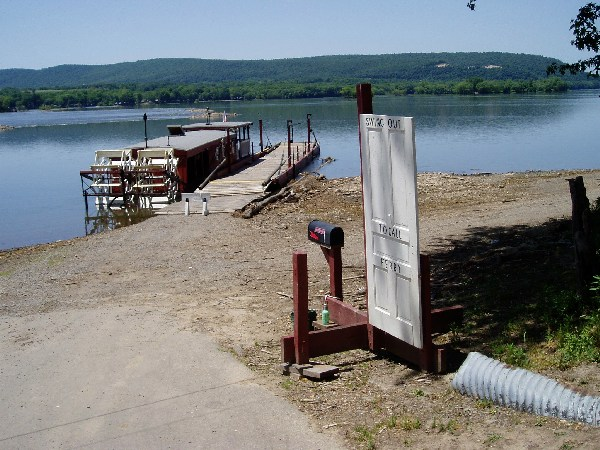
Die Millersburg Ferry vom Ostufer aus gesehen.

Die Millersburg Ferry, auch Kramer-Crow Ferry genannt, ist die letzte in Betrieb befindliche Fährverbindung am Susquehanna River. Sie quert den Fluss zwischen Millersburg im Dauphin County und der Buffalo Township im Perry County in Pennsylvania, Vereinigte Staaten. Sie wurde zu Beginn des 19. Jahrhunderts in Betrieb genommen. Der Flussübergang wurde 2006 in das National Register of Historic Places aufgenommen. Das Fährboot ist vermutlich das letzte durch ein doppeltes Schaufelrad am Heck getriebene Fährschiff in den Vereinigten Staaten. Die Fähre gehört der Millersburg Chamber of Commerce und wird von der Millersburg Ferryboat Association zwischen Mai und Oktober betrieben, sofern der Wasserstand dies zulässt.

## Geschichte
Fähren überquerten den Susquehanna River bei Millersburg seit Beginn des 19. Jahrhunderts und damit früher, als Millersburg gegründet wurde. Der an dieser Stelle eine Meile breite Fluss wurde zunächst durch eine Fähre überquert, die vorwärts gestakt wurde. Der Gründer der Siedlung Daniel Miller reklamierte das Recht, die Fähre zu betreiben sowie für den Fang von Alosa für sich selbst.
Aufzeichnungen von 1817 und 1820 zeigen, dass die Fähre durch George Carson oder Michael Crow betrieben wurde. Crow sollte eine Straße bauen, die vom Fährlandeplatz am westlichen Ufer im Perry County zur sogenannten "Great Road", den heutigen U.S. Highways 11 und 15 führen sollte und Carson war für den Fährbetrieb verantwortlich. Es ist unbekannt, ob Carson jemals den Betrieb aufnahm, aber Crow machte 1819 eine Eingabe, nach der zufolge er die Straße fertiggestellt hatte. Die Steuerunterlagen für 1820 ergaben, dass Crow für den Betrieb einer Farm, einer Sägemühle und einer Fähre veranlagt wurde. Der westliche Landeplatz wurde als „Crow’s Landing“ bezeichnet. Eine 1826 durch den Sheriff durchgeführte Zwangsversteigerung ergab, dass das Eigentum der östlichen Anlandestelle für 60 US-Dollar von Daniel Miller an David Kramer übertragen wurde.
Von den 1820er Jahren an waren das Eigentum an der Fähre und die Rechte zum Übersetzen von Passagieren heiß umstritten. Diese Konflikte wurden erst 1866 beigelegt, als die Generalversammlung Pennsylvanias über die Fährlizenz entschied. Joseph Kramer, der Sohn David Kramers, erhielt am 21. März 1866 durch das Gesetz 358 des Staates Pennsylvania das Recht, auf eigene Rechnung die Fähre zu betreiben. Die Regelung sah vor, dass Kramer die Landestellen an beiden Ufern erneuerte und unterhielt. Die alten Fährboote wurden 1873 durch dampfgetriebene ersetzt. Diese waren schwerer und erforderten deswegen tieferes Wasser. Deswegen wurde ein Wehr von Ufer zu Ufer gebaut, das noch heute existiert und ein wichtiges Kriterium für die Einordnung der Fähre als historischer Ort ist.
Die Fähre gewann über die Jahre an Bedeutung für den Verkehr. Zwischen 1870 und 1907 wechselte der Eigentümer der Anlage rund ein Dutzend Mal. Von 1907 bis 1968 wurde sie durch Thomas Radel und seine Familie betrieben. Danach betrieben sie Robert und Bud Wallis mit Jim Zeiders, bis Robert Wallis 1972 alleiniger Eigentümer wurde. 1990 verkaufte er den Fährbetrieb an die Community Banks, N.A. of Millersburg. Die Bank stiftete die Fähre dann der Millersburg Chamber of Commerce, welche zum Betrieb die Millersburg Ferryboat Association gründete.
Der Bau von Brücken über den Fluss führte zur Einstellung des Fährbetriebs an anderen Stellen des Flusses. Die Fähre in Millersburg überdauerte die Zeit aufgrund ihrer historischen Bedeutung und auch aus praktischen Gründen; es ist auf rund 65 km zwischen Duncannon und Sunbury die einzige Möglichkeit, den Fluss zu überqueren.

## Verkehr
Die Fähre war zwischen 1866 und 1956 entscheidend für die Entwicklung des Verkehrs im Mittelabschnitt des Susquehanna River Valley. Der Bau einer Eisenbahn durch Millersburg und den dortigen Bahnhof erhöhte die Bedeutung, da die Bewohner des westlichen Ufers die Fähre regelmäßig nutzten, um ihre Güter vom Perry County und vom Juniata County nach Harrisburg, Lancaster und Philadelphia zu bringen. Für die Menschen auf der östlichen Seite diente die Fähre zumeist zum Erreichen von Ausflugszielen auf dem westlichen Ufer.
Im Zeitraum ihrer stärksten Nutzung zwischen 1905 und 1936 waren zwischen den beiden Ufern bis zu vier Fährboote eingesetzt, um Waren, Vieh, Baumaterial, Personen und ihre Pferde und Kutschen und dann auch Autos überzusetzen. Während der Weltwirtschaftskrise wurden nur noch drei Boote eingesetzt.

## Flotte und Fährbetrieb heute
Der Fährbetrieb wird mit zwei Booten betrieben. Die Roaring Bull V ist ein 1998 gebautes rotes durch ein Schaufelrad getriebenes Fährboot mit Dieselaggregaten. Das Flachboot ist 25 m lang und die Antriebseinheit 15 m. Das zweite Boot, die Falcon III wurde 1974 in Betrieb genommen. Sie ist grau und rund 2,5 m länger als die Roaring Bull V. Das Schaufelrad wird durch eine Farmall-Traktor-Maschine angetrieben.
Die Fähre liegt zwischen der Pennsylvania State Route 147 auf dem östlichen Ufer und den US. Highways 11 und 15 auf dem westlichen Ufer, direkt südlich von Liverpool.